# Terminalia seyrigii
Terminalia seyrigii là một loài thực vật có hoa trong họ Trâm bầu. Loài này được (H. Perrier) Capuron miêu tả khoa học đầu tiên năm 1973.